# دوکوچایفسک
دوکوچایفسک (به روسی: Докучаєвськ) شهری در استان دونتسک در کشور اوکراین واقع شده‌است. جمعیت این شهر ۲۲,۹۰۷ نفر (۲۰۲۱ تخمینی)است.

## نگارخانه

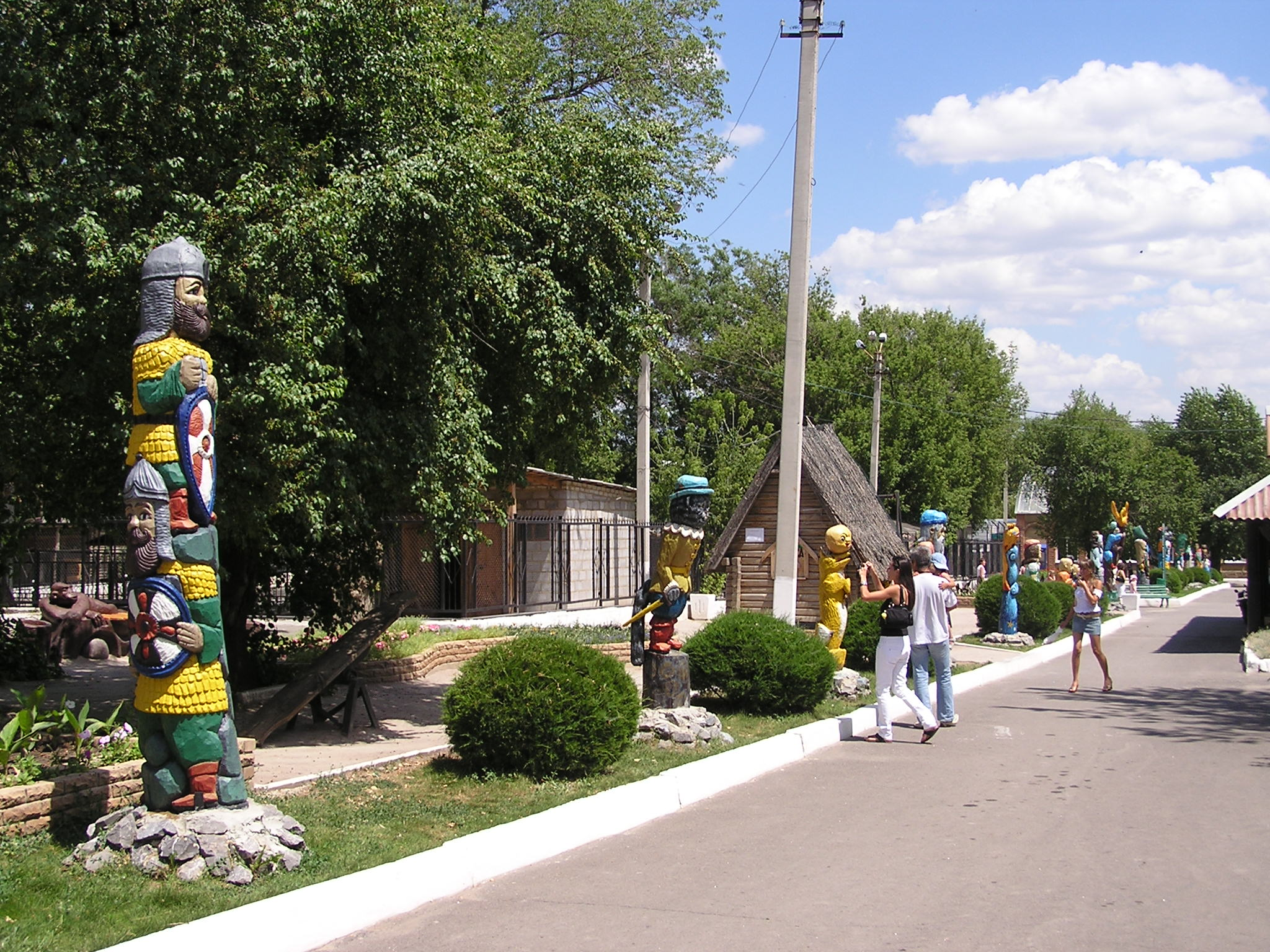
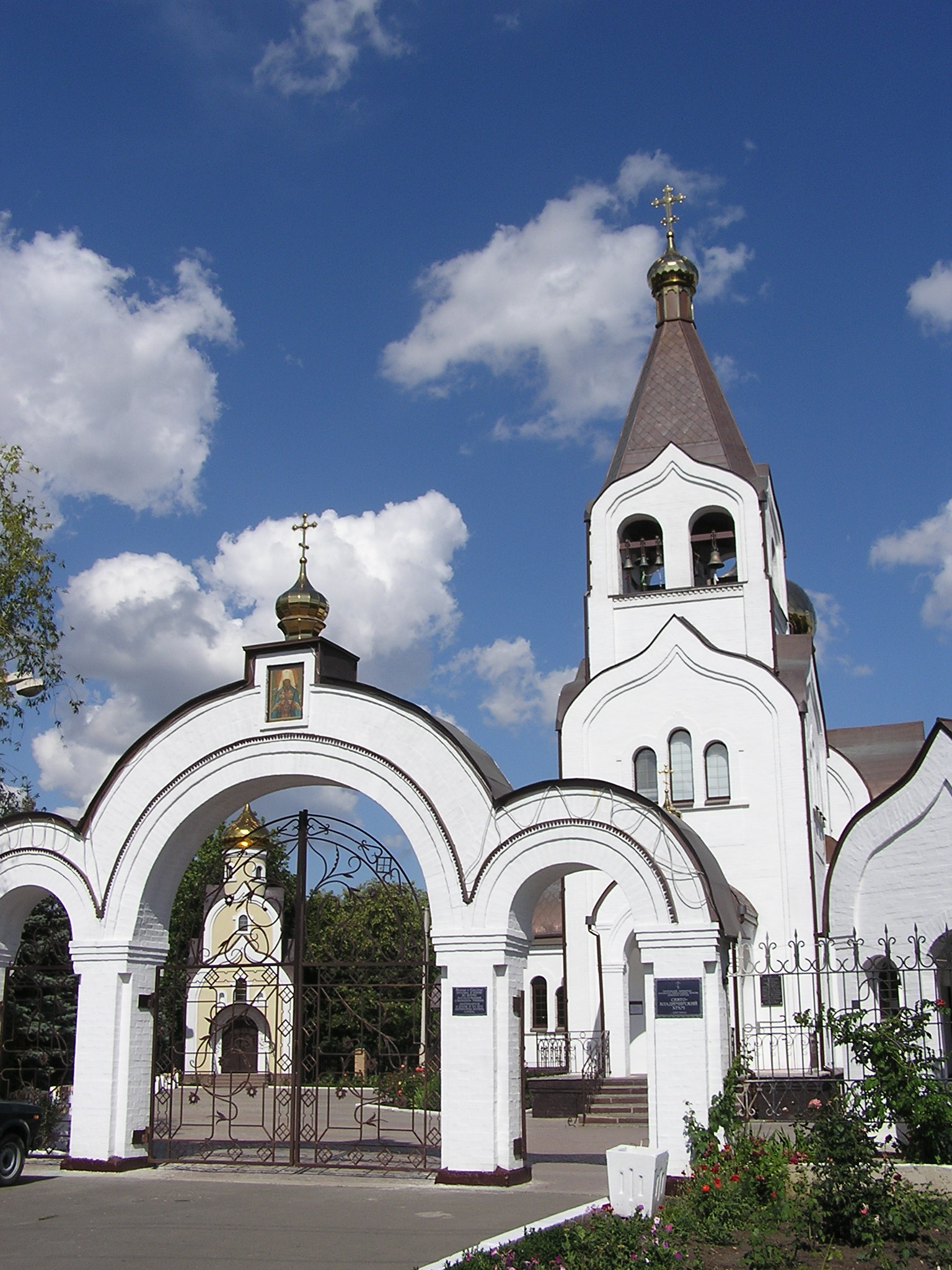
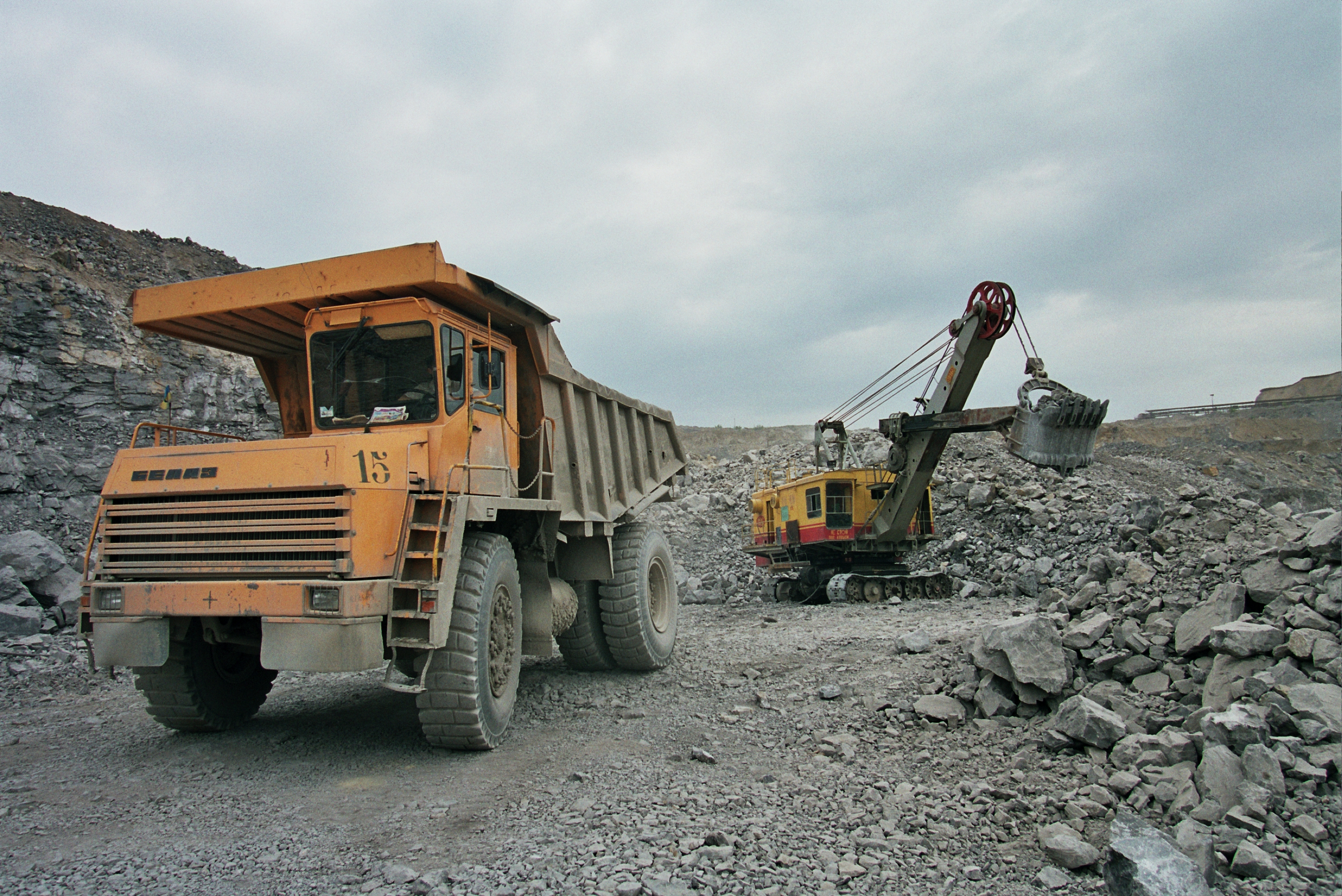